# Galgula baueri
Galgula baueri là một loài bướm đêm trong họ Noctuidae.